# Xenoplatyura familiaris
Xenoplatyura familiaris är en tvåvingeart som först beskrevs av Loïc Matile 1974.  Xenoplatyura familiaris ingår i släktet Xenoplatyura och familjen platthornsmyggor.
Artens utbredningsområde är Centralafrikanska republiken. Inga underarter finns listade i Catalogue of Life.